# Good Wife
Good Wife (굿 와이프?, Gut Wa-ipeuLR, titolo internazionale The Good Wife) è una serie televisiva sudcoreana trasmessa su tvN dall'8 luglio al 27 agosto 2016, remake della serie televisiva statunitense The Good Wife.

## Trama
Quando viene accusato di corruzione, il procuratore Lee Tae-joon viene incarcerato e la moglie Kim Hye-kyung si ritrova a dover badare alla famiglia da sola. Per riuscire a far fronte alle spese decide di tornare, dopo tredici anni di assenza dalle aule di tribunale, a lavorare come avvocato, professione abbandonata in seguito al matrimonio. L'amico Seo Joong-won la assume nel suo studio legale "MJ Law Firm", dove Hye-kyung conosce Seo Myung-hee, socia e sorella di Joong-won, Lee Joon-ho, giovane avvocato in competizione con Hye-kyung, e Kim Dan, un'investigatrice.

## Personaggi
- Kim Hye-kyung, interpretata da Jeon Do-yeon
Avvocatessa neo-assunta.
- Lee Tae-joon, interpretato da Yoo Ji-tae
Procuratore, marito di Hye-kyung.
- Seo Joong-won, interpretato da Yoon Kye-sang
Socio della MJ Law Firm insieme alla sorella maggiore Seo Myung-hee, e amico di Hye-kyung.
- Seo Myung-hee, interpretata da Kim Seo-hyung
Socia della MJ Law Firm insieme al fratello minore Seo Joong-won.
- Kim Dan, interpretata da Nana
Investigatrice della MJ Law Firm, collega di Hye-kyung.
- Lee Joon-ho, interpretato da Lee Won-keun
Avvocato neo-assunto, rivale di Hye-kyung.
- David Lee, interpretato da Cha Soon-bae
Avvocato divorzista, collega di Hye-kyung.
- Choi Sang-il, interpretato da Kim Tae-woo
Ispettore all'ufficio del procuratore del distretto di Seyang, avversario di Tae-joon.
- Park Do-seop, interpretato da Jeon Seok-ho
all'ufficio del procuratore del distretto di Seyang, braccio destro di Sang-il.
- Oh Joo-hwan, interpretato da Tae In-ho
Avvocato di Tae-joon.
- Lee Ji-hoon, interpretato da Sung Yoo-bin
Figlio di Hye-kyung.
- Lee Seo-yeon, interpretata da Park Si-eun
Figlia di Hye-kyung.
- Do Han-na, interpretata da Park Joo-hee

## Ascolti
| Episodio | Data di trasmissione | Dati AGB            | Dati AGB                   | Dati TNMS |
| Episodio | Data di trasmissione | A livello nazionale | Area metropolitana di Seul | Dati TNMS |
| -------- | -------------------- | ------------------- | -------------------------- | --------- |
| 1        | 8 luglio 2016        | 3,966%              | 4,172%                     | 3,2%      |
| 2        | 9 luglio 2016        | 3,765%              | 3,772%                     | 3,0%      |
| 3        | 15 luglio 2016       | 4,771%              | 4,715%                     | 4,9%      |
| 4        | 16 luglio 2016       | 4,503%              | 5,101%                     | 3,2%      |
| 5        | 22 luglio 2016       | 5,382%              | 6,831%                     | 5,1%      |
| 6        | 23 luglio 2016       | 3,954%              | 4,970%                     | 3,4%      |
| 7        | 29 luglio 2016       | 5,183%              | 6,152%                     | 3,8%      |
| 8        | 30 luglio 2016       | 3,887%              | 4,838%                     | 2,7%      |
| 9        | 5 agosto 2016        | 4,818%              | 5,322%                     | 4,4%      |
| 10       | 6 agosto 2016        | 4,313%              | 4,963%                     | 4,2%      |
| 11       | 12 agosto 2016       | 4,455%              | 4,717%                     | 4,4%      |
| 12       | 13 agosto 2016       | 4,222%              | 5,110%                     | 4,0%      |
| 13       | 19 agosto 2016       | 5,203%              | 5,760%                     | 4,3%      |
| 14       | 20 agosto 2016       | 4,108%              | 4,759%                     | 3,3%      |
| 15       | 26 agosto 2016       | 5,921%              | 6,487%                     | 4,6%      |
| 16       | 28 agosto 2016       | 6,232%              | 7,261%                     | 5,3%      |
| Media    | Media                | 4,668%              | 5,308%                     | 3,99%     |

## Colonna sonora
1. Breath (숨) – Nell
2. The Light – Jo Jeong-hee
3. When I Dream – Jang Jane
4. Breath (Inst.) (숨)
5. The Light (Inst.)
6. When I Dream (Inst.)

## Riconoscimenti
| Anno | Premio             | Categoria             | Ricevente | Risultato   |
| ---- | ------------------ | --------------------- | --------- | ----------- |
| 2016 | APAN Star Awards   | Miglior nuova attrice | Nana      | Candidato/a |
| 2016 | Korea Drama Awards | Miglior nuova attrice | Nana      | Candidato/a |